# Robert Orzechowski
Robert Michał Orzechowski (ur. 20 listopada 1989 w Gdańsku) – polski piłkarz ręczny, prawy rozgrywający, od 2018 zawodnik MMTS-u Kwidzyn.

## Kariera sportowa
Początkowo występował w klubach gdańskich, m.in. w Wybrzeżu. W latach 2005–2008 uczył się i grał w SMS-ie Gdańsk, w barwach którego w sezonie 2007/2008 rzucił 122 gole w I lidze. Następnie występował w MMTS-ie Kwidzyn, z którym w sezonie 2009/2010 zdobył wicemistrzostwo Polski i zajął 2. miejsce w Challenge Cup (w przegranym dwumeczu finałowym z portugalskim Sportingiem rzucił pięć bramek). W latach 2010–2013 był najskuteczniejszym zawodnikiem kwidzyńskiego zespołu w Superlidze – w 81 spotkaniach zdobył 415 bramek. Od 2013 do 2015 reprezentował barwy Górnika Zabrze. W 2015 podpisał trzyletni kontrakt z Azotami-Puławy, w których grał przez następne trzy lata, zdobywając w tym czasie trzy brązowe medale mistrzostw Polski. W 2018 powrócił do MMTS-u Kwidzyn.
W 2006 wraz z reprezentacją Polski juniorów uczestniczył w mistrzostwach Europy U-18 w Estonii. W 2007 wystąpił w mistrzostwach świata U-19 w Bahrajnie – w przegranym meczu o 5. miejsce z Egiptem (32:34) rzucił pięć bramek. W 2008 wziął udział w mistrzostwach Europy U-20 w Rumunii, podczas których był obok Damiana Kostrzewy najlepszym strzelcem polskiej reprezentacji – w siedmiu spotkaniach zdobył 30 goli. W kadrze seniorskiej zadebiutował 5 czerwca 2010 w meczu z Litwą (31:31).
Uczestniczył w mistrzostwach Europy w Serbii (2012; 9. miejsce) i mistrzostwach Europy w Danii (2014; 6. miejsce). W 2013 wziął udział w mistrzostwach świata w Hiszpanii (9. miejsce), rzucając 18 bramek w sześciu meczach. W 2015 zdobył brązowy medal na mistrzostwach świata w Katarze, podczas których w dziewięciu meczach rzucił dwie bramki. Na mistrzostwach Europy w Polsce (2016) zastąpił w wygranym meczu o 7. miejsce ze Szwecją (26:24; zdobył dwie bramki) Krzysztofa Lijewskiego.

## Sukcesy
Reprezentacja Polski
- 3. miejsce w mistrzostwach świata: 2015

Indywidualne
- Uczestnik meczu gwiazd Ekstraklasy 2009 (rzucił siedem bramek)[14]
- 5. miejsce w klasyfikacji najlepszych strzelców Superligi: 2010/2011 (153 bramki; MMTS Kwidzyn)[5]
- 7. miejsce w klasyfikacji najlepszych strzelców Superligi: 2012/2013 (143 bramki; MMTS Kwidzyn)[5]

Odznaczenia
- Srebrny Krzyż Zasługi (2015)[15]